# Circuit oscilant

Schema unui circuit oscilant simplu

Un circuit oscilant (sau circuit rezonant) este un circuit electric format dintr-un condensator și o bobină sau dintr-un ansamblu de condensatoare și bobine, permițând, în vecinătatea frecvenței proprii, schimbul de energie între aceste două (tipuri) de elemente.
Schimbul de energie între elementul capacitiv și cel inductiv este însoțit de anumite pierderi cauzate de rezistența de pierderi R a circuitului, care se compune în special din rezistența conductorului bobinei și rezistența echivalentă a pierderilor din dielectricul condensatorului.
Dacă L este inductanța iar C capacitatea elementelor circuitului, se consideră cazurile:
- {\displaystyle R<2{\sqrt {\frac {L}{C}}}}: schimbul de energie are un caracter oscilant;
- {\displaystyle R\geq 2{\sqrt {\frac {L}{C}}}}: schimbul de energie are un caracter aperiodic.